# دبي أف1-أكس
دبي أف1-أكس كان منتزهًا مقترحًا مخصصًا للفورمولا 1. كان من المفترض أن يكون أول منتزه ترفيهي رسمي للفورمولا 1 وكان من المقرر أن تبنيه الاتحاد العقارية بالقرب من دبي أوتودروم كجزء من قسم موتور سيتي في دبي لاند. حصلت شركة الاتحاد العقارية على الحقوق الحصرية لبناء مثل هذه الحدائق، بتخصيص 360 مليون دولار لموقع دبي ولديها في الأصل خطط لمواقع في أوروبا والشرق الأقصى. كان المبلغ الذي اقترضته شركة الاتحاد العقارية للمشروع بأكمله حوالي 1.6 مليار دولار.
كان هناك ثلاثة أفعوانية مصممة خصيصًا على الموقع، تهدف إلى محاكاة تجربة قيادة سيارة أف1. تم تصميم منطقة المنتزه بحيث تبدو وكأنها حلبة سباق فورمولا ون. تم دعم هذين العاملين من خلال حقيقة أن العديد من فرق الفورمولا 1 الرائدة قد شاركت في تصميم وتطوير الحديقة. تم التخطيط أيضًا لـ 270 ساعة من الإنتاج لتشكيل جدول كامل للترفيه داخل الحديقة.
أبلغ في مارس 2009 عن تأجيل افتتاح الموقع المخطط أصلاً في الربع الثالث من ذلك العام لأن البنوك والمستثمرين الآخرين قد سحبوا التمويل لمشروع دبي لاند، الذي كان من المقرر أن يكون جزءًا منه.
صرح بيرني إيكلستون في يوليو 2010 أنه ومن المحتمل أن تلغي المشروع. اعتبارًا من أبريل 2014، لا يزال موقع موتور سيتي الرسمي يحمل رسالة تدعي أنه كان من المقرر افتتاح المنتزه في عام 2010.
أعلنت شركة الاتحاد العقارية في 18 ديسمبر 2016 أنها ستقوم بإحياء مدينة ملاهي دبي أف1-أكس. افتتح مشروع مماثل، عالم فيراري، في إمارة أبو ظبي المجاورة في نوفمبر 2010.